# Diese Ochsenknechts
Diese Ochsenknechts ist eine von Sky One ausgestrahlte Doku-Soap.

## Inhalt
Die Doku-Soap begleitet das Leben der Familie Ochsenknecht mit Mutter Natascha, den Geschwistern Wilson Gonzales, Jimi Blue, Cheyenne und ihrem Ehemann Nino Claus. Außerdem treten noch weitere Freunde und Familienmitglieder in der Serie auf. Die Serie bietet Einblick in das Leben und die Arbeit der Familie und spielt sich zum Großteil in Berlin und dem Bauernhof von Cheyenne und Nino in Österreich ab.

## Besetzung
Legende
| Name                         | Staffel | Staffel | Staffel | Staffel |
| Name                         | 1       | 2       | 3       | 4       |
| ---------------------------- | ------- | ------- | ------- | ------- |
| Natascha Ochsenknecht        |         |         |         |         |
| Cheyenne Ochsenknecht        |         |         |         |         |
| Wilson Gonzalez Ochsenknecht |         |         |         |         |
| Jimi Blue Ochsenknecht       |         |         |         |         |
| Nino Claus                   |         |         |         |         |
| Bärbel Wierichs              |         |         |         |         |

## Produktion
Erstmals wurde im September 2021 darüber berichtet, dass Sky Deutschland gemeinsam mit der Familie Ochsenknecht eine Reality-Doku entwickeln wird, die im Folgejahr seine Premiere feiern soll. Als Formatentwickler wurde hier Bernd Schumacher genannt, der unter anderem einst die ersten Doku-Soaps von Daniela Katzenberger bei VOX verantwortete und somit am Start ihrer erfolgreichen Karriere beteiligt war.
Nach Ausstrahlung der ersten Staffel wurde im Juni 2022 angekündigt, dass die Sendung für eine zweite Staffel im Frühjahr 2023 zurückkehren wird.
Im März 2023 wurde nach Ausstrahlung der zweiten Staffel bekannt, dass man mit Unser Hof ein Spin-Off mit Cheyenne und Nino machen möchte. Hierbei lag der Fokus auf dem Leben auf dem Bauernhof der beiden und wie sich deren Leben innerhalb eines Jahres entwickelte. Jede Folge der vierteiligen ersten Staffel verarbeitete den Zeitraum einer Jahreszeit (Frühling, Sommer, Herbst, Winter). Die Ausstrahlung erfolgte ab dem 22. November 2023.
Im Dezember 2023 wurde der Start der dritten Staffel von Diese Ochsenknechts bekanntgegeben. Aufgrund privater Umstände entschied sich Jimi Blue, kein Teil der Sendung mehr sein zu wollen und trat somit nicht mehr neu in Erscheinung. Seinen Platz im Hauptcast nahm seine Großmutter Bärbel Wierichs ein, die zuvor bereits unregelmäßig in der Sendung zu sehen gewesen ist.
Im Juni 2024 wurden sowohl Diese Ochsenknechts als auch das Spin-Off Unser Hof um eine weitere Staffel verlängert. Die Dreharbeiten für beide Formate laufen bereits.